# Philo McCullough
Philo McCullough (San Bernardino, 16 de junho de 1893 — Burbank, 5 de junho de 1981) foi um ator de cinema estadunidense que começou a atuar na era do cinema mudo, alcançando o cinema sonoro e atuando em 407 filmes entre 1914 e 1969.

## Biografia
Philo McCullough começou sua carreira no cinema na Selig Polyscope Company em 1914, e seu primeiro filme foi Unto the Third and Fourth Generation. Inicialmente em papéis de comédia leve, após uma breve incursão na direção, em Maid of the West, de 1921, durante a década de 1920 ele apareceu em papéis de apoio, inclusive junto a Fatty Arbuckle e Rin Tin Tin. Os filmes sonoros diminuíram sua atuação, e apareceu em pontas tais como "Assistant Exhausted Ruler" em Sons of the Desert (1933), ao lado de Laurel e Hardy, e Senador Albert no filme de Frank Capra Mr. Smith Goes to Washington (1939). Um de seus poucos papéis importantes na década de 1930 foi o vilão principal no seriado de 1933 Tarzan the Fearless. Philo McCullough permaneceu ativo até 1969, em muitos papéis não-creditados, quando então apareceu ao lado de vários outros veteranos do cinema silencioso em They Shoot Horses, Don't They?, seu último filme.

## Vida pessoal e morte
McCullough foi casado com a atriz Laura Anson, de 1912 até 1968, morte dela.
Ele morreu em Burbank, Califórnia, em - 5 de junho de 1981, e foi sepultado no Forest Lawn Memorial Park.

## Filmografia parcial
- The Livid Flame (1914)
- The Red Circle (1915)
- Neal of the Navy (1915)
- Shadows (1916)
- Vengeance of the Dead (1917)
- The Neglected Wife (1917)
- The Goat (1918)[4][5]
- The Legion of Death (1918)
- Quicksand (1918)
- Lord and Lady Algy (1919)
- Happy Though Married (1919)
- A Splendid Hazard (1920)[6]
- Heroes of the Street (1922)[7]

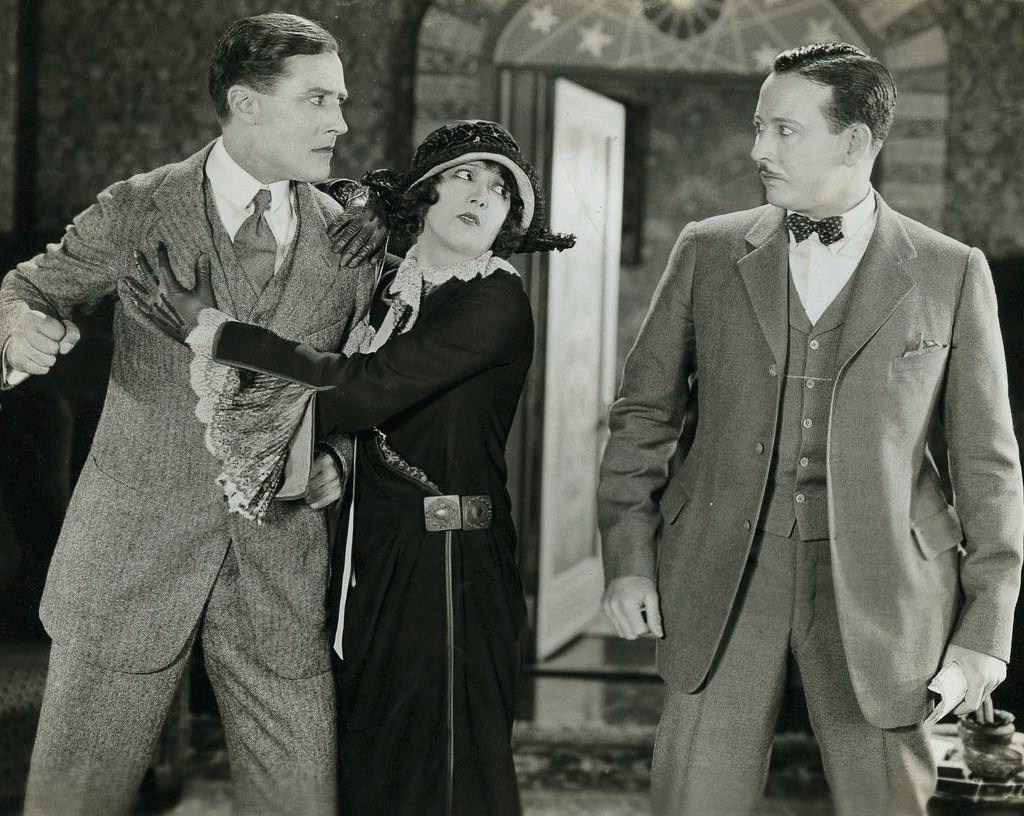
Vernon Steele, Estelle Taylor & Philo McCullough em Forgive and Forget

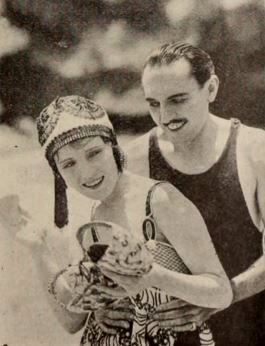
Daughter Angele (1918), com Pauline Starke e Philo McCullough

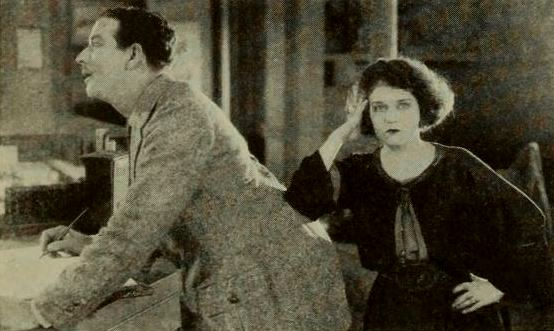
Seeing's Believing (1922), com Philo McCullough e Viola Dana

- More to Be Pitied Than Scorned (1922)
- A Dangerous Adventure (1922)
- Trimmed in Scarlet (1923)
- The Wife of the Centaur (1924)
- Hook and Ladder (1924)
- Blue Blood (1925)
- Dick Turpin (1925)
- Lorraine of Lions (1925)[8]
- The Bar-C Mystery (1926)
- Lilac Time (1928)[9]
- The Power of the Press (1928)
- Warming Up (1928)[10]
- The Night Flyer (1928)
- The Show of Shows (1929)
- The Million Dollar Collar (1929)
- Branded (1931)
- The Road to Reno (1931)
- The Vanishing Legion (1931)
- The Phantom of the West (1931)
- The Jungle Mystery (1932)
- South of the Rio Grande (1932)
- Heroes of the West (1932)
- Tarzan the Fearless (1933)
- Laughing at Life (1933)[11]
- Young Eagles (1934)
- Life With Father (1947)[12]
- They Shoot Horses, Don't They? (1969)